# La nave del olvido (canción)
«La nave del olvido» es una exitosa canción escrita por el argentino Dino Ramos e interpretada por primera vez por la cantante venezolana Mirtha Pérez en 1969.

## Signficado
La canción habla toca la idea de la dependencia emocional y el miedo a la soledad, ya que el narrador admite que su vida carecería de sentido sin su pareja, hasta el punto de aceptar un amor no correspondido.

## Impacto cultural
Sin embargo, la canción significó otro éxito consolidado de José José como cantante de fama internacional, dada la difusión que tuvo el festival en el que la estrenó; y fue desde aquel entonces, la pieza con la que el intérprete cerraba todas sus presentaciones. Además, la canción es un ícono cultural en México; llegando inclusive a formar parte del repertorio de canciones favoritas de la música popular mexicana. Tras su estreno en el festival, fue grabada en estudio, motivando a que saliera de inmediato junto con otros nuevos temas en un LP, cuya realización fue suscitada por el revuelo que ocasionó la canción. El sencillo además se convirtió en un éxito internacional al llegar al primer puesto de las listas de varios países de América Latina,[cita requerida] y también entró en los 10 primeros lugares de las listas de Israel, Japón y Rusia.[cita requerida]

## Versiones
- Mon Laferte[7]
- Marco Antonio Solís[8]
- Artistas varios de rock en español[9]
- Julio Iglesias [10]
- Cristian Castro[11]

## Lista de canciones
| La nave del olvido - Sencillo (Edición Israelí) |                      |              |          |  |
| N.º                                             | Título               | Escritor(es) | Duración |  |
| 1.                                              | «La nave del olvido» | Dino Ramos   | 3:36     |  |

| Jose Jose - Sencillo (Edición Japonés) |                            |                                                |          |  |
| N.º                                    | Título                     | Escritor(es)                                   | Duración |  |
| 1.                                     | «La nave del olvido»       | Dino Ramos                                     | 3:36     |  |
| 2.                                     | «Y el mundo sigue girando» | Leonardo Favio · Leo Dan · Roberto Lambertucci | 2:26     |  |

| Tres canciones de amor Jose Jose (Maxi-Sencillo Rusia) |                            |                                                |          |  |
| N.º                                                    | Título                     | Escritor(es)                                   | Duración |  |
| 1.                                                     | «Del altar a la tumba»     | Armando Manzanero · Luis De Llano              | 2:09     |  |
| 2.                                                     | «Y el mundo sigue girando» | Leonardo Favio · Leo Dan · Roberto Lambertucci | 2:26     |  |
| 3.                                                     | «La nave del olvido»       | Dino Ramos                                     | 3:36     |  |

| El Triste: Jose Jose (Sencillo España) |                      |                  |          |  |
| N.º                                    | Título               | Escritor(es)     | Duración |  |
| 1.                                     | «El triste»          | Roberto Cantoral | 4:14     |  |
| 2.                                     | «La nave del olvido» | Dino Ramos       | 3:36     |  |

## Posicionamiento en listas

### Semanales
| País (1970-2019)                        | Posición |
| --------------------------------------- | -------- |
| EU (Billboard Latin Digital Song Sales) | 54       |
| México (Billboard)                      | 5        |

## Certificaciones
| Región            | Certificación | Unidades |
| ----------------- | ------------- | -------- |
| México (AMPROFON) | Oro+2x        | 250 000† |